# Envelope (filatelia)

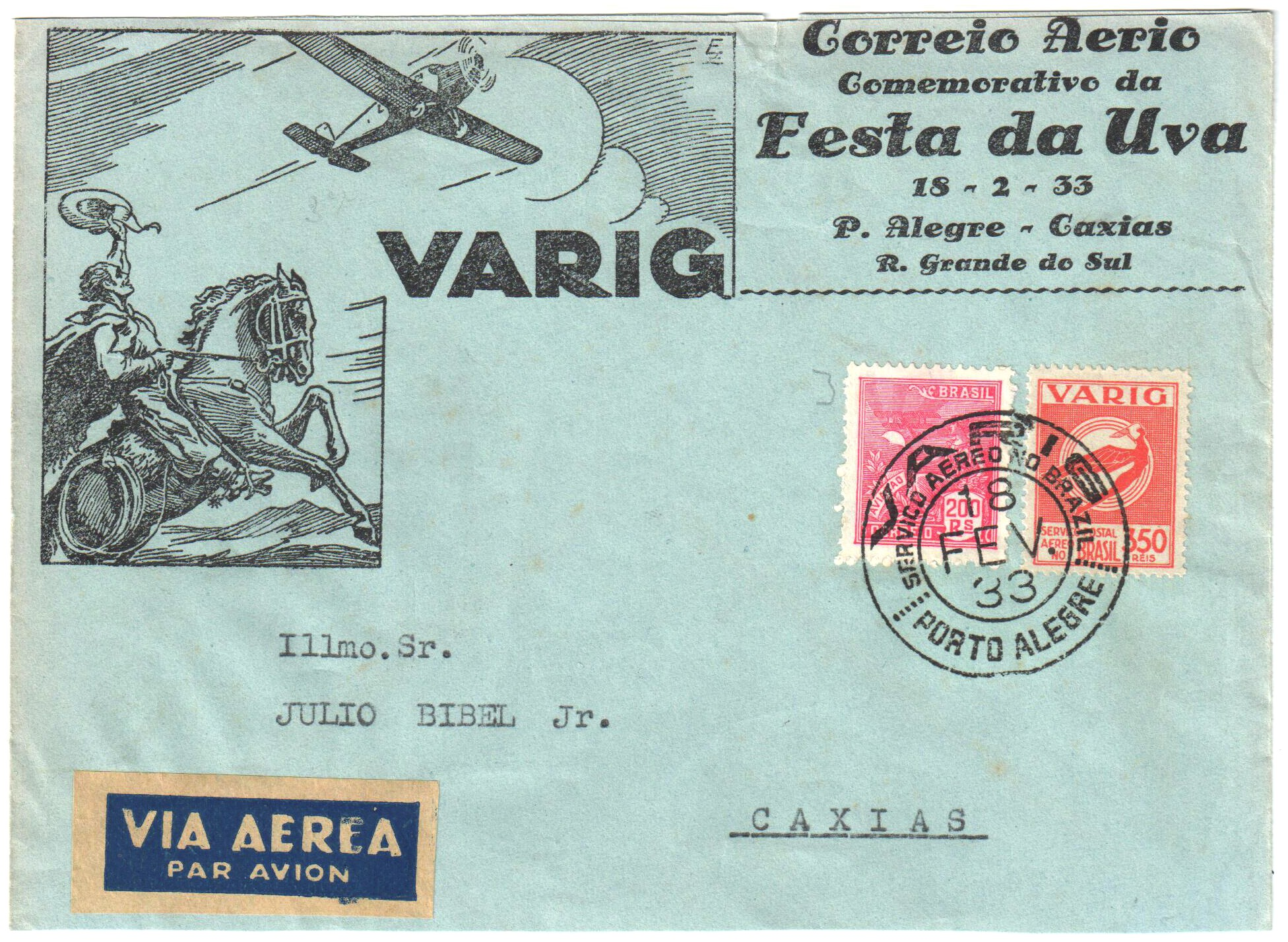
Um envelope da Varig temático da Festa da Uva, enviado de Porto Alegre para Caxias do Sul em 1933

Na filatelia, o termo envelope é usado para descrever um invólucro especial para uma carta ou pacote, tipicamente com selos postais anulados. O termo em si não inclui os conteúdos da carta ou do pacote, porém podem mesmo assim serem de interesse caso o item ainda esteja presente. O colecionamento de envelopes desempenha um papel importante na história postal, pois muitos ainda possuem selos, carimbos ou outras marcações postais junto com nomes e endereços que ajudam a localizar o envelope em determinado local e período histórico de interesse.